# 埃马纽埃尔·阿德巴约
谢伊·艾文奴·艾迪巴約（法語：Sheyi Emmanuel Adebayor，發音：[ɛmanɥɛl adəbɛjɔʁ]；1984年2月26日—）是一位多哥足球運動員，司職前鋒。他是2008年非洲足球先生得主。艾迪巴約本身是尼日利亞人，但在多哥出生，因此他選擇代表多哥作賽。

## 球員生涯

### 早年
艾迪巴約在洛美一個足球營中展開球員生涯，獲梅斯發掘。1999年，艾迪巴約正式加盟梅斯17歲以下隊，2年後升上梅斯一線隊。在2001-2003年間，他上陣44場，取得14個入球，獲阿仙奴、祖雲達斯等大球會垂青，最終於03年轉投摩納哥，他上陣17場，取得7個入球，在歐洲聯賽冠軍盃取得兩個入球，但在決賽並沒有上陣，最終球隊以0-3被波圖擊敗。

### 阿森纳
2006年1月13日，阿德巴约以三百萬英鎊加盟阿森纳。根據Arsenal.com專訪，他選擇25號球衣，是因為他童年偶像簡奴在阿森纳踢球時也是穿25號球衣的。在國家隊，他們都是穿4號球衣的，他們的相貌也十分相似，因此他被稱新簡奴。 

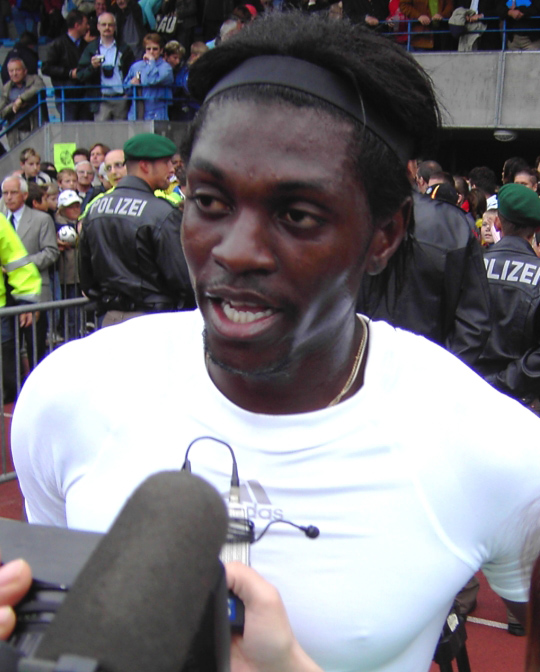
2006年的阿德巴约

阿德巴约是2006-07球季阿仙奴的重要一員。由於亨利受傷，阿德巴约因此肩負起兵工廠入球機器的重任。在2006年9月17日，阿德巴约為阿森纳在曼聯奧脫福球場射入奠定勝局的一球，以1:0輕取傳統對手曼聯。其後在對熱刺的北倫敦德比中，阿德巴约也取得入球助球隊勝出。在2006年11月8日聯賽盃阿德巴约助阿森纳射入一球輕取埃弗顿晉級。
2007-08球季，阿德巴约在整季的所有賽事中為槍手合共攻入30個球，其中上演了兩次帽子戲法，他曾為多哥國家足球隊的一場比赛上演“大四喜”。儘管阿森纳最終並沒有赢得任何錦標，但阿德巴约出色的表現也令他入選PFA年度最佳陣容。他還榮獲2007年BBC非洲足球先生。然而在取得了一系列輝煌成績後，他被指私下與巴塞罗那和AC米蘭接洽，最终迫使阿森纳更改合約，令他的的周薪翻倍至8萬英鎊。
2008-09球季，儘管阿德巴约曾受傷接近兩個月，但他依然能以16個聯賽入球成為阿森纳本賽季的第二射手。但在收獲豐厚薪金的同時，阿德巴约卻失去了球迷的愛戴，在續約後他曾承諾“為阿森纳帶來更多獎盃”，但連續第四個球季四大皆空已令球迷把矛頭直指向他，多哥前鋒最終在這賽季後離開阿森纳。

### 曼城
2009年7月18日，艾迪巴約以2,500萬英鎊轉會至曼城，簽約5年。在賽季的頭四場賽事他都連續取得入球，包括在曼城主場以4-2戰勝前東家阿仙奴的賽事。在這場對陣前東家的比賽中，艾迪巴約的前隊友雲佩斯指責他故意踢他的臉。後來，艾迪巴約被英超聯罰停賽三場。艾迪巴約還被批評他故意橫越整個球場到阿仙奴的看台前慶祝他幫曼城的進球，故意挑釁阿仙奴球迷，兵工廠球迷當場報以噓聲及扔擲垃圾，裁判立刻判阿德巴約黃牌，後來他也向公眾道歉。當時曼城的領隊馬克·曉士表示他這樣做只是希望得到曼城球迷的支持。
在2010-11賽季開始，他被授予9號球衣。10月21日，艾迪巴約在歐霸盃對陣列治普斯納的賽事中上演加盟後的首個帽子戲法，他也成為有史以來第一位曼城球員在歐洲賽完成帽子戲法。儘管表現一度出色，但由於傷患困擾及與領隊文仙尼關係轉差，他一度未能入選球隊的出賽名單。

### 外借皇家馬德里
隨著及的加盟，艾迪巴約於2011年1月25日以租借形式加盟西甲球會皇家馬德里直至球季結束，季後可以1,800萬英鎊正式加盟，他也成為首位效力皇馬的多哥球員。阿德巴约在西班牙国王杯半决赛第二回合皇家马德里主场对阵塞维利亚的补时阶段打进加盟皇马的首个进球，最終協助皇馬奪得該屆西班牙國王盃。2月6日，他在皇家马德里4比1击败皇家社会的联赛中打进最后一个进球，这也是他的首个西甲联赛进球。他其後在3-1擊敗桑坦德的賽事為皇馬先拔頭籌，更於西甲閉幕日8-1大挫演出帽子戲法。
因為是司職前鋒的黑人球員所以得不到皇馬主席的青睞(不夠帥沒有商業價值)，心不甘情不願的艾迪巴約只有返回曼城，但他並沒有入選季前美國之旅的大軍名單，更冒被罰款30萬英鎊之險而拒絕與預備隊及青年隊一同操練。

### 外借熱刺
2011年8月25日艾迪巴約獲借用到熱刺直到球季結束，他曾在上季外借皇家馬德里期間於歐聯半準決賽首回合兩度攻破熱刺大門。

## 國家隊

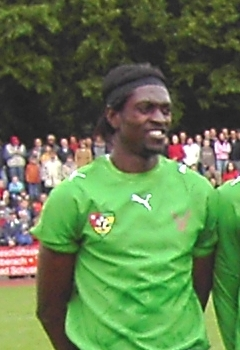
艾迪巴約為多哥上陣

出生於多哥的艾迪巴約也有資格代表尼日利亞，但他選擇了代表他出生的國家。艾迪巴約在2006年世界盃足球賽外圍賽為多哥射入了11球，是非洲各隊在外圍賽入球最多的球員。艾迪巴約協助多哥晉身在德國舉辦的2006年世界杯足球赛，但多哥在小組賽已被淘汰出局，他也沒有取得入球。多哥被淘汰後，他的獎金被取消，艾迪巴約因而憤然退隊。
2007年9月，艾迪巴約再次為國家隊上陣，隨後他也成為了國家隊的隊長。2008年10月11日，在多哥以6-0大勝斯威士蘭的2010年世界盃外圍賽 (非洲區)賽事中，艾迪巴約取得四個入球。其後艾迪巴約儘管受傷，他也在多哥對喀麥隆的賽事中上陣，他在比賽中攻入唯一的入球，鎖定勝局。但多哥最終也未能晉身2010年南非世界盃的決賽週。
2009年2月10日，艾迪巴約當選2008年非洲足球先生。這是多哥首次有球員赢得這殊榮。
2010年1月8日，艾迪巴約與多哥的隊友乘坐旅遊巴士由集訓地剛果前往安哥拉卡賓達參與2010年非洲國家盃，進入安哥拉國境後受到武裝分子槍擊，造成2死7傷。得到証實的死者包括多哥國家隊助理教練和球隊新聞發言人、記者，而傷者則包括球隊的後衛阿卡波及後備門將奧比拉雷，後者更是重傷危殆，被送住南非搶救。當地反政府分離組織「卡賓達解放陣線」（FLEC）事後承認責任，稱襲擊的目標是護送車隊的軍警。
儘管多哥國腳期望繼續留在安哥拉參加賽事，向遇難的死者致敬。但多哥總理洪博強調，他們的國家足球隊必須返回多哥，退出今屆非洲國家盃賽事，並已派出總統專機前往安哥拉，接載國家隊職球員返國。他表示，如果有隊伍或個人宣稱自己代表多哥，都屬錯誤表述。2010年4月12日，艾迪巴約宣佈退出正式國家隊。

## 榮譽

### 球隊
皇家馬德里
- 西班牙國王盃冠軍﹕2011年

### 個人
- 英超本月最佳球員（英语：Goal of the Month (England)）:2007年9月
- 賽季最佳入球（英语：Goal of the Season）:2007-08賽季
- PFA年度最佳陣容:2007-08賽季
- BBC非洲足球先生（英语：BBC African Footballer of the Year）:2007年
- 非洲足球先生:2008年
- 非洲年度最佳球員:2008年
- 多哥足球先生：2005年、2006年、2007年、2008年

## 外部連結
- Adebayor Manchester City Videos
- Blog at adebayor-sharethejourney.com
- 足球数据库：埃马纽埃尔·阿德巴约的球员统计数据
- BBC 非洲足球先生2008年（页面存档备份，存于）
- 曼城官方 艾迪巴約檔案（页面存档备份，存于）

| 前任： | 非洲足球先生 2008年 | 繼任： |